# Odir Dellagostin
Odir Antonio Dellagostin (Aratiba, Rio Grande do Sul) é médico veterinário, professor e cientista brasileiro, especializado na área de Biologia Molecular, com atuação no desenvolvimento de vacinas recombinantes para uso veterinário.
Graduou-se em Medicina Veterinária pela Universidade Federal de Pelotas (UFPel), em 1989, obteve seu doutorado, em 1995, e pós-doutorado, em 1997, ambos em Biologia Molecular pela Universidade de Surrey, da Inglaterra. É pesquisador nível 1A do Conselho Nacional de Desenvolvimento Científico e Tecnológico - CNPq, desde 2007. É membro da Academia Brasileira de Ciências e da Academia Mundial de Ciências.

## Carreira Acadêmica e Atuação
Odir Dellagostin é professor titular da UFPel desde julho de 1997. Foi Pró-Reitor de Pesquisa e Pós-Graduação na universidade, de 2003 a 2005.
Foi coordenador da área de Biotecnologia da Coordenação de Aperfeiçoamento de Pessoal de Nível Superior - CAPES, de 2014 a 2018.  Foi membro da Comissão Técnica Nacional de Biossegurança - CTNBio, do Ministério da Ciência, Tecnologia e Inovações - MCTI, de 2011 a 2014, e de 2021 a 2023.
Em setembro de 2016, foi eleito presidente da Fundação de Amparo à Pesquisa do Estado do Rio Grande do Sul - FAPERGS. Em maio de 2019, tornou- se membro titular da Academia Brasileira de Ciências - ABC. Em setembro de 2019, foi reeleito para a presidência da FAPERGS para novo mandato de três anos.
Foi presidente do Conselho Nacional das Fundações Estaduais de Amparo à Pesquisa - CONFAP de dezembro de 2020 a março de 2025. Assumiu interinamente a presidência do Conselho em dezembro de 2020 até março de 2021, após a saída do então presidente, Fábio Guedes Gomes ; foi eleito presidente para o 1º mandato, de março de 2021 a março de 2023, e reeleito para o 2º mandato, de março de 2023 a março 2025.
Em 2024 foi eleito membro da Academia Mundial de Ciências para o Avanço da Ciência nos Países em Desenvolvimento (TWAS, na sigla em inglês). 

## Prêmios
Em 2003, recebeu o Prêmio SBM de Mérito Científico em Medicina Veterinária, concedido pela Sociedade Brasileira de Microbiologia. Em 2011, recebeu o Prêmio MERCOSUL de Ciência e Tecnologia - Menção Honrosa, concedido pela UNESCO., e o Prêmio Pesquisador Gaúcho 2011, na área de Ciências Agrárias, concedido pela FAPERGS.
Em 2024, recebeu a condecoração Cavaleiro da Ordem da Estrela da Itália, concedida pelo presidente da República da Itália, Sergio Mattarella, sob indicação da Embaixada da Itália no Brasil. 